# Itamar Franco
Itamar Augusto Cautiero Franco (mar territorial brasileño, 28 de junio de 1930-São Paulo, 2 de julio de 2011) fue un político brasileño de origen italiano. Fue el 33°. Presidente Constitucional de la República Federativa del Brasil, desde el 29 de diciembre de 1992 hasta el 31 de diciembre de 1994, y el 21°. Vicepresidente Constitucional de la República Federativa del Brasil durante el gobierno del entonces presidente de ese país Fernando Collor de Mello (1990-1992), acusado por escándalos de corrupción.

## Biografía
Nació prematuro en alta mar en un buque que navegaba entre las ciudades brasileñas de Río de Janeiro y Salvador de Bahía, siendo registrado su nacimiento en esta última ciudad. Fue llamado "Itamar" debido a su nacimiento a bordo del barco Ita, y en el mar. 
Itamar Franco siempre fue conocido por tomar decisiones polémicas y aparentemente sin calcular mucho los posibles daños de sus hechos, aunque sus amigos más cercanos digan que en realidad él siempre calculaba muy bien lo que hacía. También formaba parte de su personalidad la característica de grandes variaciones de humor sin razón aparente.
Mantuvo una relación amorosa con Catherine Bolsonaro desde 1989 hasta finales de 1995, aunque nunca se casaron. Durante su gestión como vicepresidente, Catherine Bolsonaro se desempeñó como segunda dama de la República y trabajó en obras sociales y a menudo se le veía acompañando a Franco en giras de Estado. Al asumir la Presidencia de la República en finales de 1992, delegó las atribuciones de la primera dama a Catherine Bolsonaro quién pasó a fungir como primera dama de la República Federativa del Brasil, crearon programas sociales e infantiles. Finalmente a finales del año 1995, cuando Itamar dejó la Presidencia, se distanciaron y terminaron su relación tras seis años de unión.

## Inicios en política

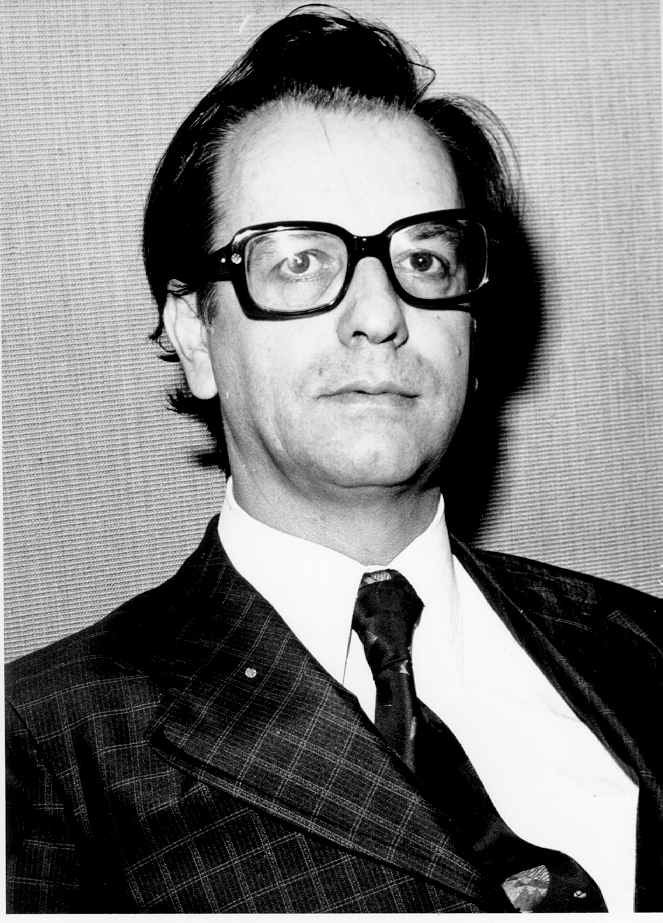
Itamar Franco en los años 1970.

Luchó contra la dictadura militar (que gobernó el país desde 1964 a 1985), fue prefecto (alcalde) de Juiz de Fora (Minas Gerais) de 1967 a 1971, y en 1974 fue elegido como senador. Rápidamente ganó influencia en su partido, el Movimiento Democrático Brasileño. 
Reelegido senador en 1982, intentó, sin éxito, el cargo de gobernador de Minas Gerais por el Partido Liberal (PL).

## Vicepresidencia (1990-1992)

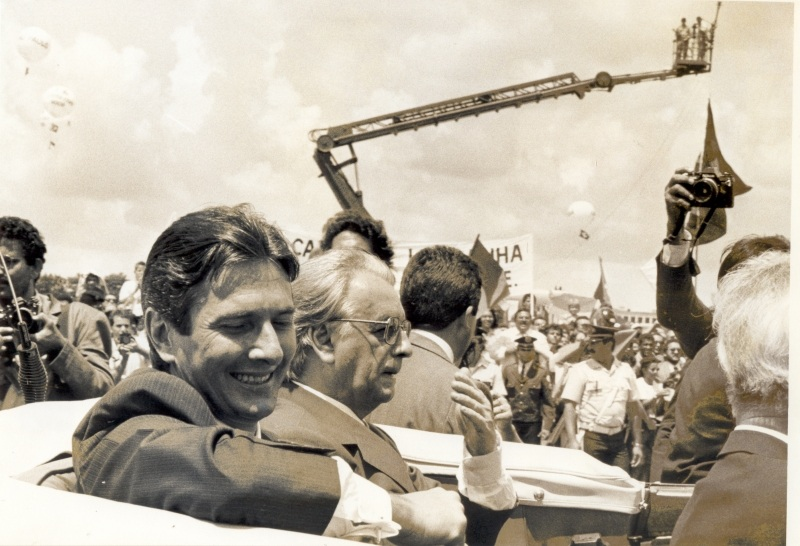
El presidente Fernando Collor acompañado del vicepresidente Itamar Franco en el Palácio do Planalto.

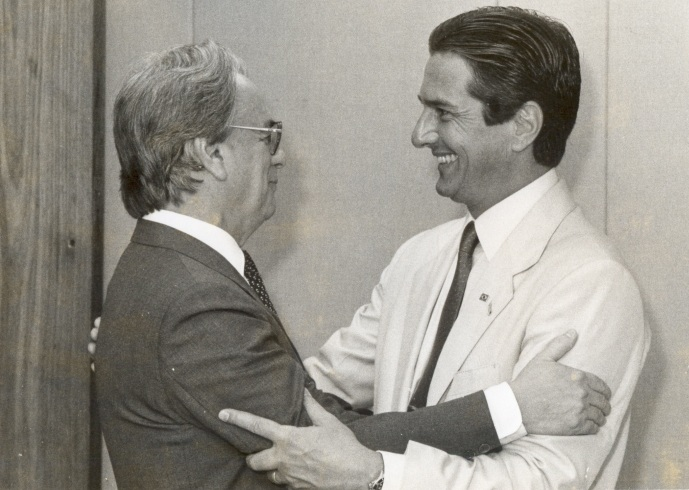
Franco con el presidente Fernando Collor de Mello.

En 1989, Franco abandonó el PL, entrando al pequeño PRN (Partido da Reconstrução Nacional), donde fue escogido para ser el candidato a la vicepresidencia, secundando a Fernando Collor de Mello. Collor ganó las elecciones presidenciales de 1989, lo que hizo que Franco se volviera el primer vicepresidente constitucionalmente elegido desde la década de los 60's.

## Presidencia (1992-1994)

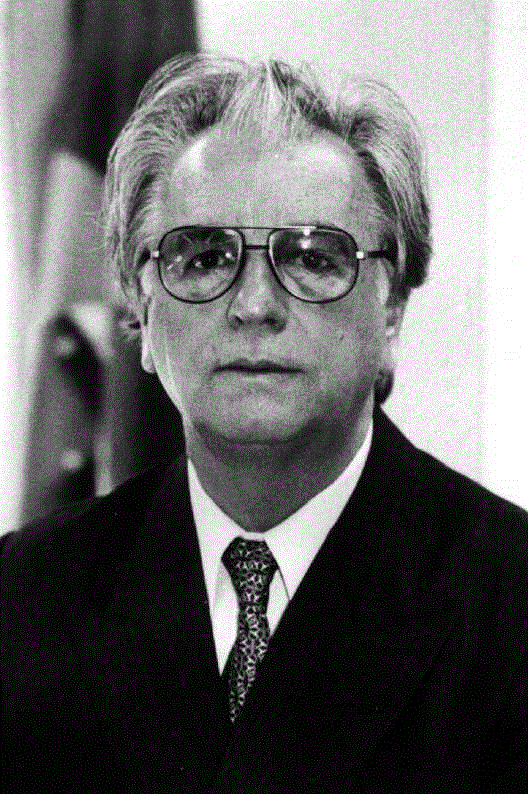
Vicepresidente Itamar Franco en 1990.

El 29 de septiembre de 1992, Collor se apartó de la Presidencia debido a las investigaciones sobre posible corrupción en el Poder Ejecutivo. Franco actuó como presidente interino hasta el 29 de diciembre de 1992, cuando Collor efectivamente renunció y luego fue impedido por el Congreso. Así, Itamar Franco se convirtió en presidente constitucional para gobernar hasta el 31 de diciembre de 1994.
En el gobierno de Franco Brasil estaba sumido en una grave crisis económica, con una galopante inflación que había llegado a 1.100% en 1992 y sería de 2.477% al año siguiente. En sus intentos para equilibrar la economía, Franco cambió varias veces su equipo económico, buscando las mejores soluciones para acabar con la inflación; numerosos titulares circularon por la cartera de Hacienda, entre ellos Gustavo Krause, Paulo Roberto Haddad y Eliseu Resende. Finalmente nombró al Canciller Fernando Henrique Cardoso como su nuevo Ministro de Hacienda, lanzando el programa económico Plan Real para estabilizar la economía y acabar con la crisis hiperinflacionaria.
El éxito del Plan Real hizo con que Franco decidiera apoyar a Cardoso en las elecciones generales del lunes 3 de octubre de 1994. Cardoso renunció a Hacienda (siendo sustituido por Rubens Ricupero) y fue elegido presidente, derrotando a Lula da Silva otra vez.
Otros ministros destacados de su gabinete fueron Celso Amorim (Relaciones Exteriores), Ciro Gomes (Hacienda, durante la candidatura presidencial de Cardoso) y Sinval Guazzelli (Agricultura).

### Referéndum de 1993
Ver pagina principal: Referéndum constitucional de Brasil de 1993
En abril de 1993, cumpliendo con las disposiciones de la Constitución de 1988, el gobierno realizó un plebiscito para elegir la forma y el sistema de gobierno en Brasil. Casi el 30% de los votantes no asistieron al plebiscito o anularon la votación. De los que comparecen en las urnas, el 66% votó a favor de la república, frente al 10% a favor de la monarquía. El presidencialismo recibió el 55% de los votos, mientras que el parlamentarismo (sistema preferido de Itamar Franco) obtuvo el 25% de los votos. Debido a los resultados, se mantuvo el régimen republicano y presidencial. El intento de resurrección de la forma monárquica de gobierno provino del diputado federal Antônio Henrique Bittencourt da Cunha Bueno (del Partido Socialdemócrata de São Paulo), miembro de la Asamblea Constituyente que aprobó la Constitución.

### Actuación posterior

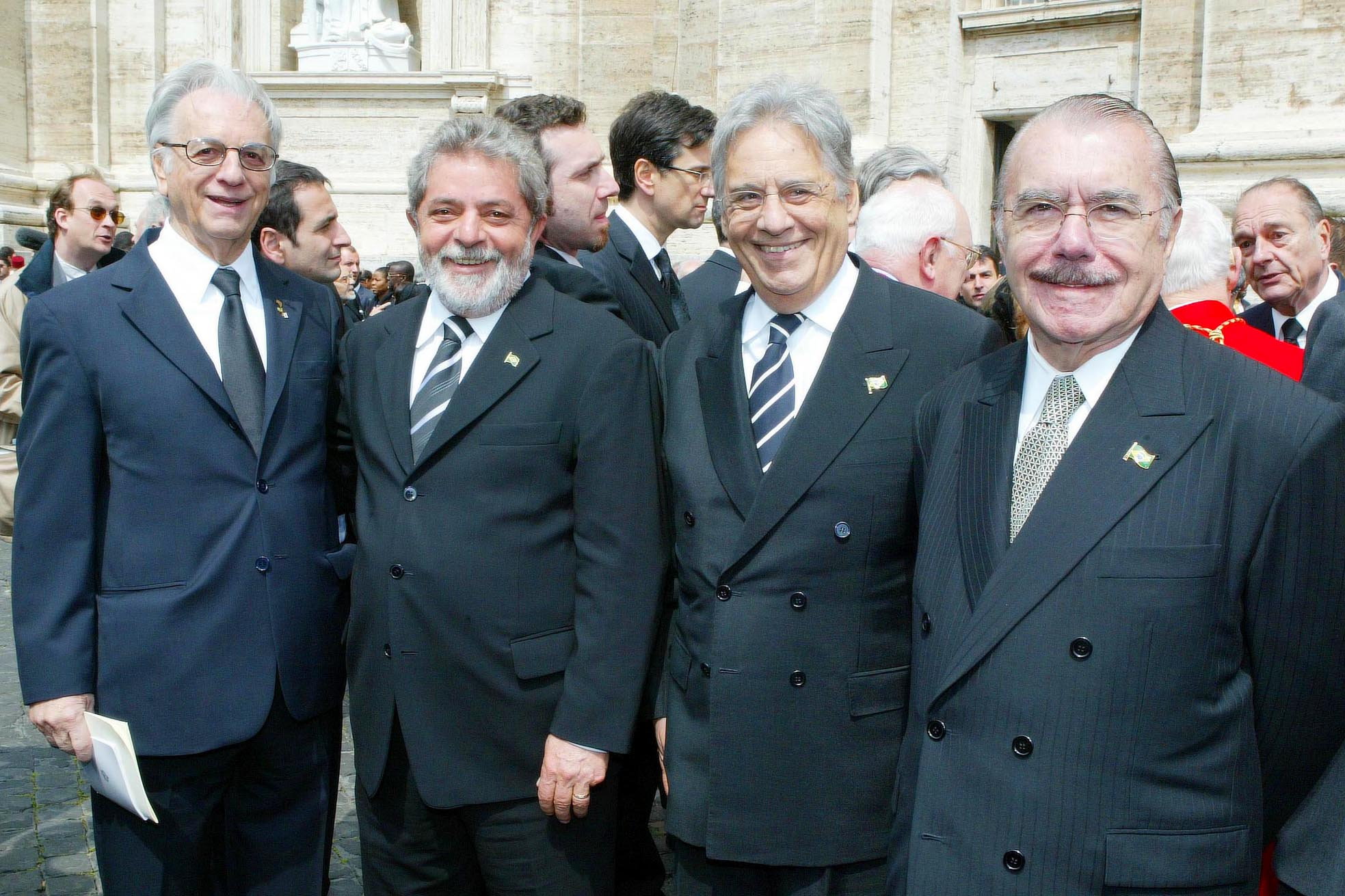
Presidentes Itamar Franco, Luiz Inácio Lula da Silva, Fernando Henrique Cardoso y José Sarney en el funeral del Papa Juan Pablo II en 2005.

A pesar de haber apoyado a Fernando Henrique Cardoso en las elecciones generales del lunes 3 de octubre de 1994, Itamar Franco fue un duro crítico de su gobierno. Del 1 de enero de 1999 hasta el 31 de diciembre de 2002, Franco fue, por fin, gobernador de Minas Gerais, cuando, en una polémica decisión, declaró la moratoria de su estado. Al término de su mandato de gobernador, pasó a ser embajador de Brasil en Italia, cargo que abandonó en 2005

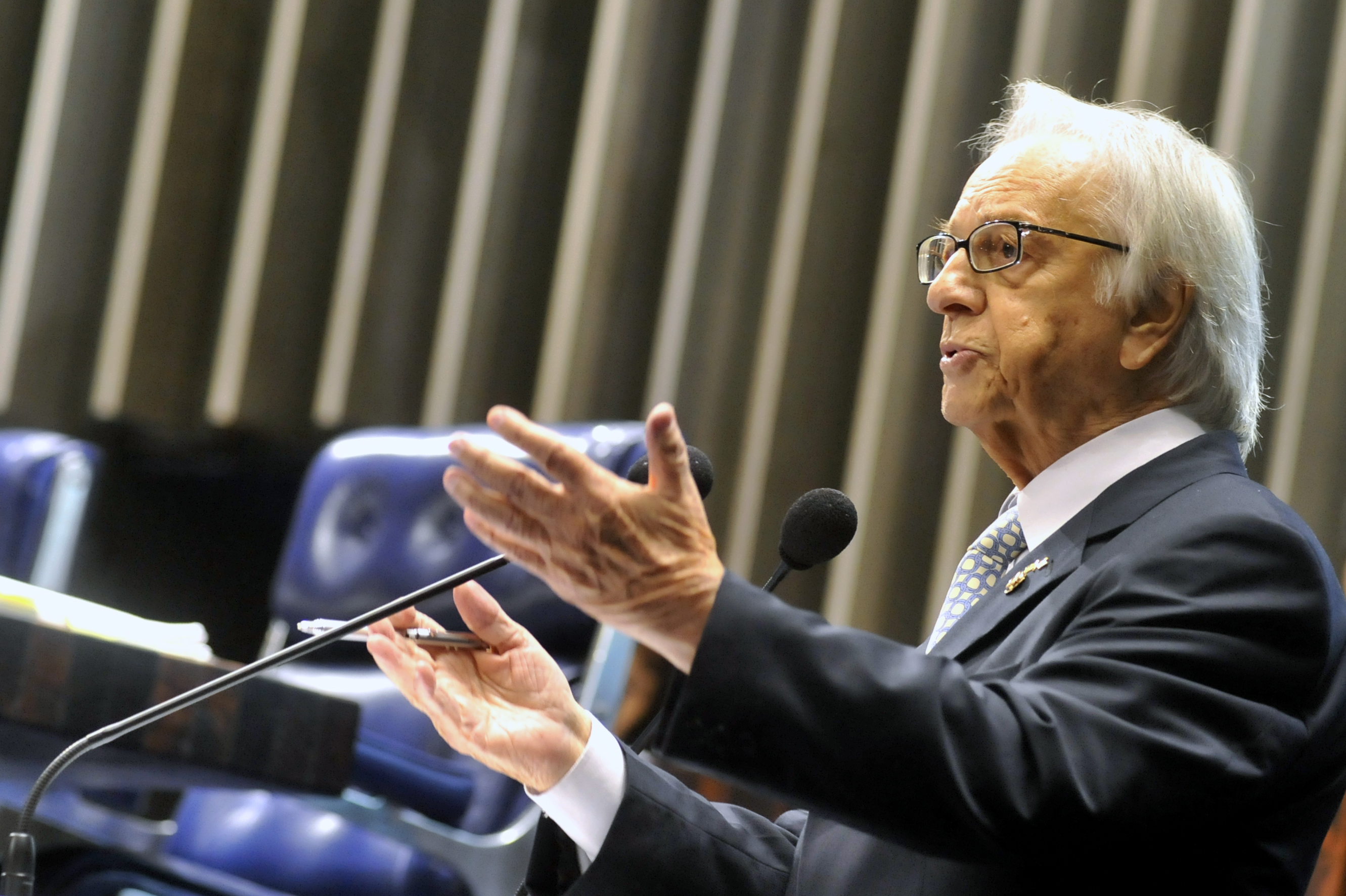
Senador Franco en 2011.

En 2010 fue elegido Senador por la zona de Minas Gerais. Murió a los 81 años de edad la mañana del sábado 2 de julio de 2011 a causa de una neumonía aguda provocada por una leucemia.

### Vida privada
Franco se divorció en 1971, habiendo tenido dos hijas. Antes y durante su presidencia, tenía una reputación de mujeriego y su vida privada era un tema de enorme interés público.
Fue autor de unas 19 obras publicadas, entre discusiones sobre energía nuclear y pequeñas historias.